# The Smiler
The Smiler – stalowa kolejka górska firmy Gerstlauer w sekcji X-Sector parku Alton Towers w Wielkiej Brytanii. Od otwarcia 31 maja 2013 roku kolejka o największej liczbie inwersji na świecie (14). W związku z poważnym wypadkiem z dnia 2 czerwca 2015 roku kolejka została zamknięta na resztę sezonu. Ponowne otwarcie nastąpiło wraz z rozpoczęciem nowego sezonu w dniu 19 marca 2016 roku.

## Historia budowy
W grudniu 2011 roku park Alton Towers otrzymał pozwolenie na budowę nowej kolejki górskiej w strefie X-Sector opracowywanej pod kryptonimem Secret Weapon 7 (SW7).
W czerwcu 2012 grupa Merlin Entertainments zastrzegła znak towarowy "The Smiler", co stanowiło pierwszą wskazówkę na temat nazwy nowej kolejki.
17 października 2012 roku park ogłosił parametry techniczne planowanego roller coastera.
Pod koniec października 2012 roku na miejsce budowy przybyły pierwsze elementy nowej kolejki. Montaż rozpoczął się na miejscu po zlikwidowanej atrakcji Black Hole.
W styczniu 2013 park potwierdził nazwę The Smiler.
Budowa kolejki zakończyła się pod koniec kwietnia 2013 roku.

## Opis przejazdu
Po opuszczeniu stacji pociąg wykonuje zwrot o 180° w lewo jednocześnie pokonując pierwszą inwersję – heartline roll (rodzaj beczki). Następnie pociąg wspina się na pierwszy z dwóch pionowych wyciągów łańcuchowych, po pokonaniu którego wykonuje zwrot o 180° w prawo i zjeżdża w dół wykonując drugą inwersję – korkociąg. Pociąg kontynuuje opadanie, następnie pokonuje dwie pętle nurkujące z rzędu, niewielkie wzniesienie i jeszcze jedną pętlę nurkującą. Następnie przejeżdża przez element zwany sidewinderem (pół pętli i pół korkociągu) oraz kolejny korkociąg, po czym zostaje wyhamowany. Po krótkiej pauzie pociąg wciągany jest na drugi pionowy wyciąg łańcuchowy. Z jego szczytu wykonuje zwrot o 180° w prawo i pokonuje korkociąg. Po pokonaniu kilku niewielkich wzniesień pociąg pokonuje dwie podwójne inwersje – sea serpent (zwany także roll-over) oraz kobrę. Oba elementy są podobne do siebie – składają się z dwóch połówek pionowej pętli rozdzielonych dwiema połówkami korkociągu. Różnią się jedynie tym, że w przypadku kobry pociąg zmienia kierunek ruchu po pierwszej połowie elementu, natomiast w przypadku elementu sea serpent kierunek pozostaje ten sam. Na koniec pociąg pokonuje dwa korkociągi, wykonuje zwrot o 180° w lewo i powraca na stację.

## Tematyzacja
Tematyzacja kolejki The Smiler została częściowo oparta na wystroju otwartej w 2012 roku z okazji Halloween tymczasowej atrakcji – labiryntu The Sanctuary.
Motywem przewodnim kolejki jest fikcyjna jednostka rządowa znana pod nazwą Ministerstwa Radości (ang. Ministry of Joy) mająca na celu przejęcie kontroli nad umysłami gości parku przez "terapię śmiechem" w urządzeniu zwanym The Marmaliser, którego stalowa, pięcionożna konstrukcja stanowi centrum dekoracji roller coastera. Przejazdowi towarzyszą liczne efekty specjalne w postaci dźwięków, błysków światła i projekcji filmowych w technice mappingu 3D. Kolejka i dekoracje utrzymane są w żółto-czarnej kolorystyce.
Za ścieżkę dźwiękową towarzyszącą przejazdowi odpowiada IMAscore.

## Problemy techniczne
The Smiler sprawiał liczne problemy techniczne już od ukończenia jego budowy w maju 2013 roku, zasługując na miano wyjątkowo pechowej kolejki górskiej:
- 17 maja 2013 roku, podczas premiery rollercoastera z udziałem prasy i gości specjalnych, doszło do awarii łańcucha wyciągowego, w związku z czym jeden z pociągów utknął z pasażerami na jego szczycie na około godzinę. Pasażerowie zostali ewakuowani, a otwarcie kolejki dla gości parku przesunięto na 31 maja[15].
- 4 czerwca 2013 roku, podczas codziennego przejazdu próbnego przeprowadzanego przed otwarciem parku, pusty pociąg testowy utknął na szczycie jednej z inwersji[16].
- 10 czerwca 2013 roku ponownie doszło do zatrzymania się pociągu na szczycie tej samej inwersji. Tym razem pociąg obciążony był manekinami testowymi. Przyczyną incydentu okazała się awaria komputera, który uruchomił w nieprawidłowym momencie hamulce kontrolne.
- 21 lipca 2013 roku ewakuowano z pociągów kolejki 48 osób po tym, jak od konstrukcji odłączyła się jedna z części, w wyniku czego zaburzona została ciągłość toru[17].
- 30 lipca 2013 roku zdecydowano o tymczasowym zamknięciu kolejki po tym, jak odkryto serię niewielkich pęknięć konstrukcji jednej z podpór[18].
- 2 listopada 2013 roku 4 osoby doznały niewielkich obrażeń w wyniku uderzenia odłamkami plastikowych kół prowadzących łańcuch wyciągowy, które oderwały się od konstrukcji w momencie wciągania pociągu[19].

### Wypadek z 2 czerwca 2015 roku
W dniu 2 czerwca 2015 roku doszło do najpoważniejszego z wypadków – pusty pociąg testowy nie pokonał jednej z inwersji i utknął w połowie trasy (co zdarzało się wcześniej). Komputer sterujący pracą kolejki prawidłowo zatrzymał następny pociąg, już z pasażerami, na szczycie wyciągu łańcuchowego, nie dopuszczając do zajęcia tego samego odcinka toru przez dwa pociągi. Hamulce awaryjne zostały jednak zwolnione ręcznie przez pracownika obsługi, który nie zauważył, że poprzedni pociąg nie wrócił na stację. W wyniku tego pociąg z pasażerami został wpuszczony na sekcję zajętą przez pusty pociąg, gdzie zderzył się z nim przy prędkości ok. 32 km/h. Rannych zostało 16 osób, w tym 5 poważnie (2 osoby wymagały częściowej amputacji nóg zmiażdżonych przez konstrukcję wagonu). Po wypadku rollercoaster został zamknięty do odwołania.
Roller coaster został ponownie uruchomiony w dniu 19 marca 2016 roku. Na park została nałożona kara w wysokości 5 milionów funtów.

## Galeria

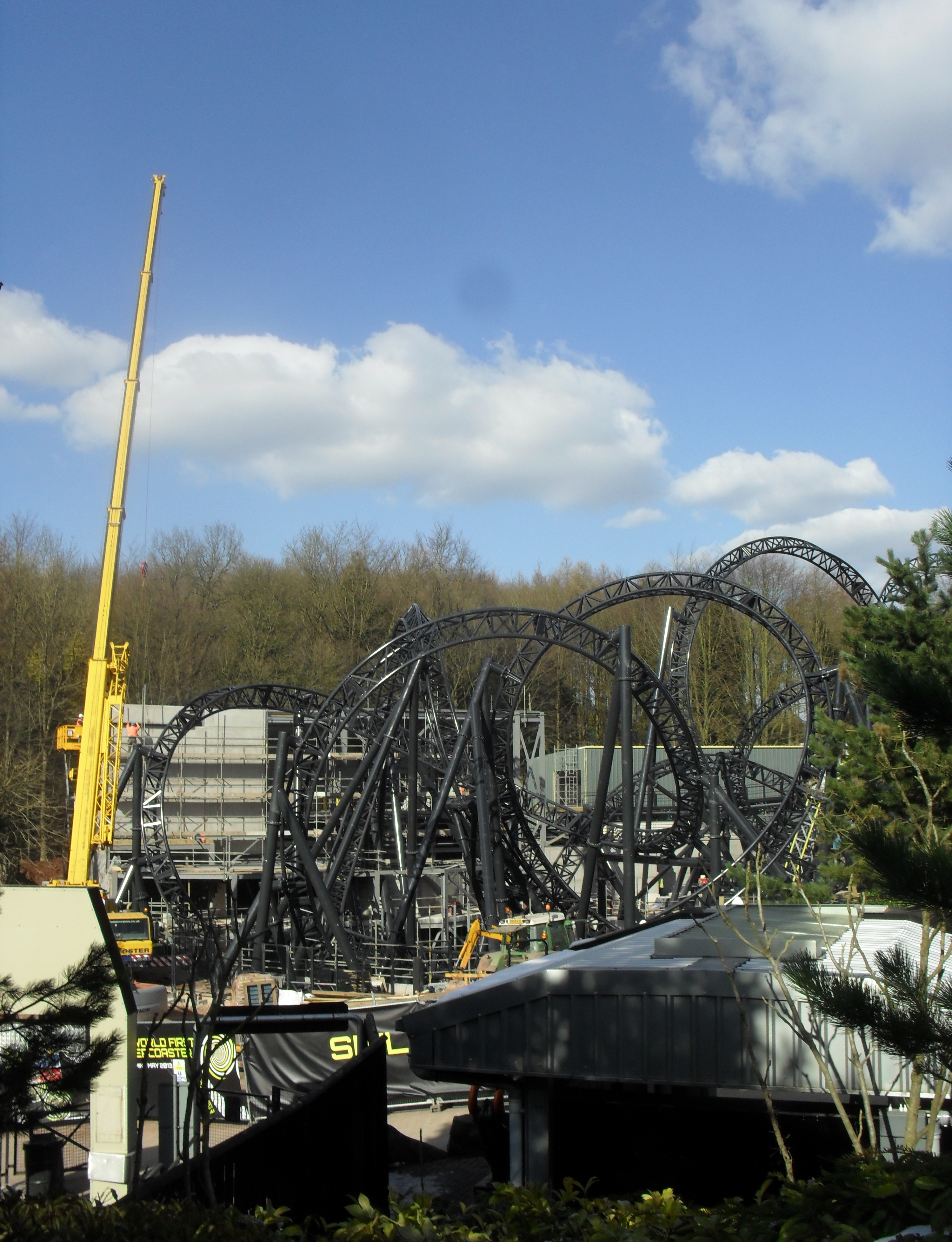
The Smiler w trakcie budowy.
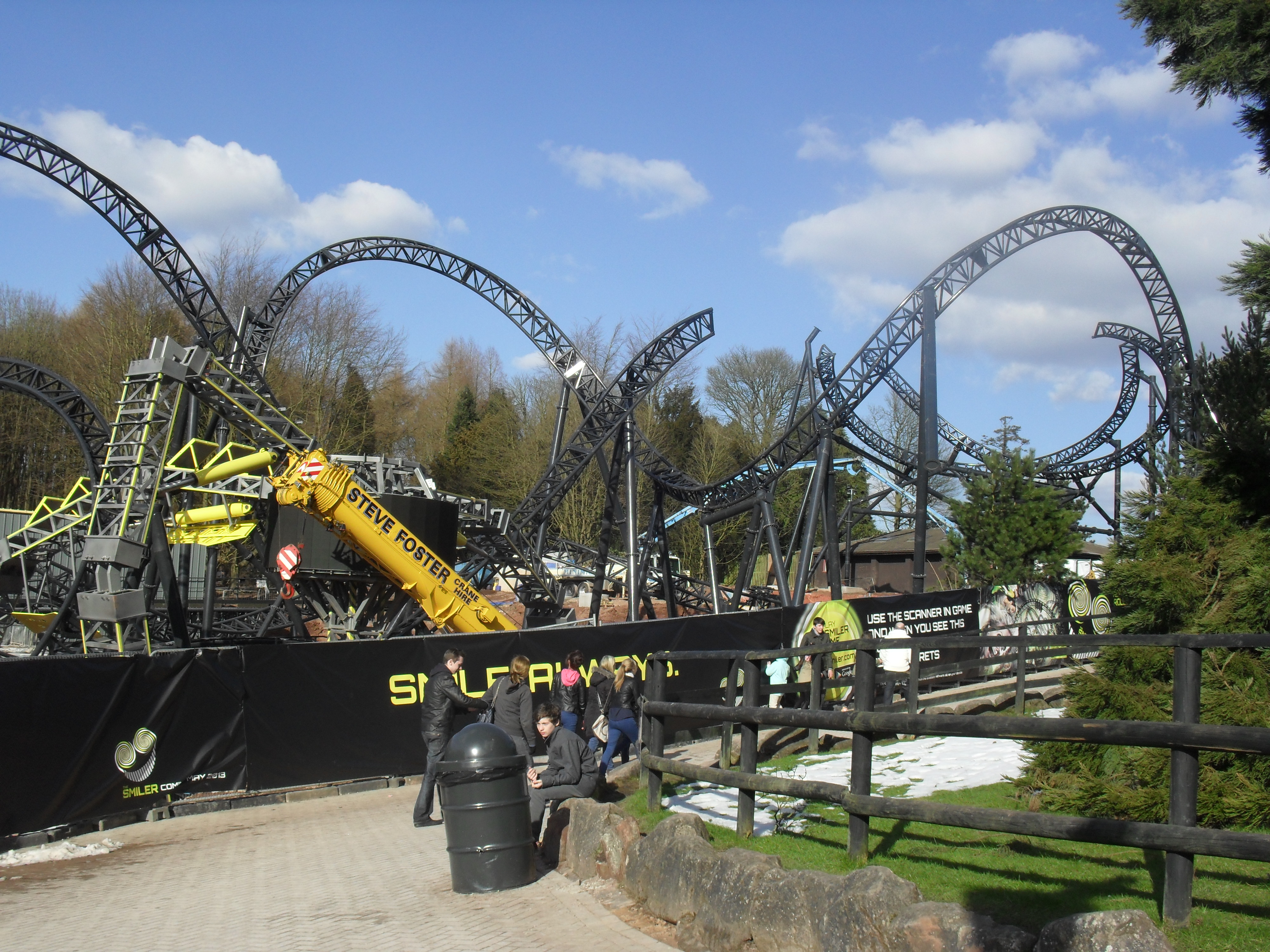
The Smiler w trakcie budowy.
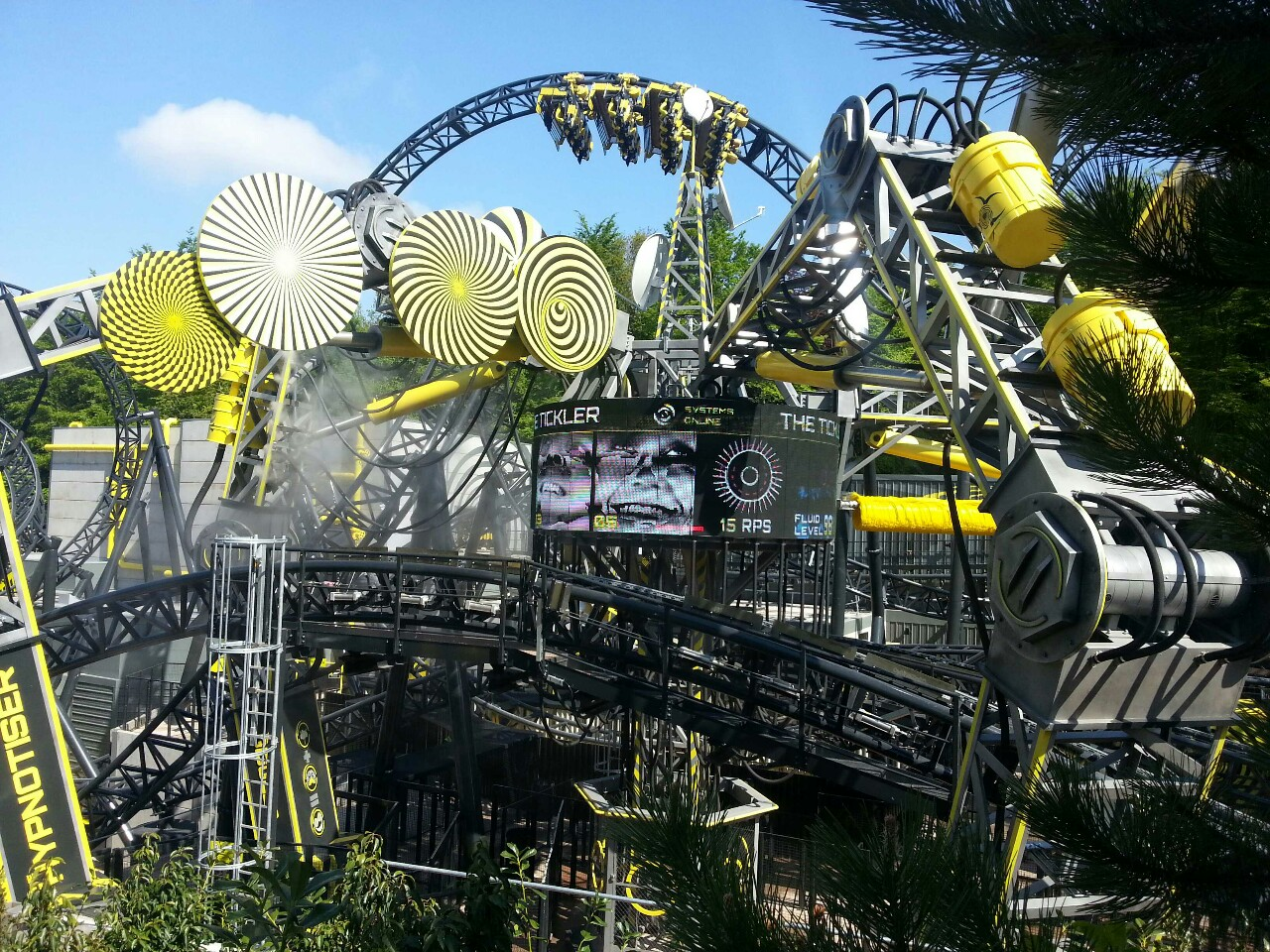
The Smiler w dniu otwarcia - widoczne liczne dekoracje.